# Tungabhadra
Tungabhadra (anglicky Tungabhadra River) je řeka ve státech Ándhrapradéš a Karnátaka na jihu Indii. Je 710 km dlouhá od pramene řeky Bhadra. Povodí má rozlohu 72 200 km².

## Průběh toku
Vzniká soutokem řek Bhadra a Tunga, které pramení v pohoří Západní Ghát. Převážnou část toku teče po jižní části Dekanské pahorkatiny. Je pravým přítokem řeky Krišna.

## Vodní režim
Zdroj vody je převážně dešťový. Řeka má monzunový vodní režim s vyšší vodností v létě. Průměrný dlouhodobý průtok je 650 m³/s.

## Využití
U města Chospet byla vybudována hráz dlouhá 2,4 km a vysoká 49 m. Za ní vznikla přehradní nádrž o rozloze 380 km². Systém kanálů umožňuje zavlažovat území o rozloze 2 000 km². Rovněž je zde také vodní elektrárna. Na řece leží město Karnulu. Velká přehrada je také na zdrojnici Bhadra.